# ماغوسة (أداسيل)
ماغوسة هي إحدى مشيخات المملكة المغربية، تتبع جغرافيا لإقليم شيشاوة وإداريًا لأداسيل. يقدر عدد سكانها بـ 4336 نسمة حسب الإحصاء الرسمي للسكان والسكنى لسنة 2004.